# Higrograf

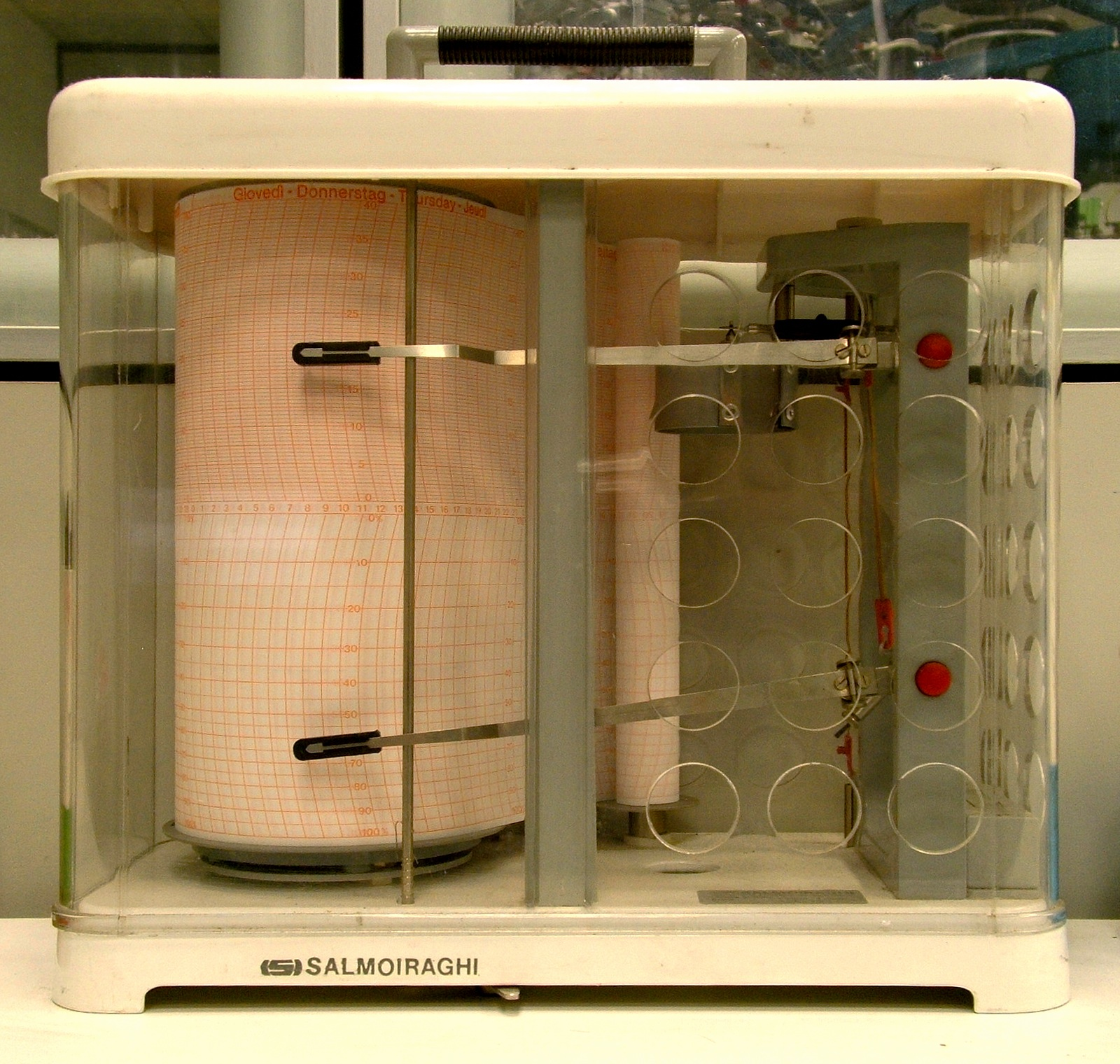
Termohigrograf

Higrograf – higrometr samoczynnie rejestrujący stan i zmiany wilgotności gazów (np.powietrza), przyrząd wykorzystywany w meteorologii. Zapis zmian wilgotności gazu w czasie dokonywany jest przez higrograf na przykład na wyskalowanym pasku papieru naciągniętym na bęben.